# Microdeutopus stationis
Microdeutopus stationis är en kräftdjursart som beskrevs av Della Valle 1893. Microdeutopus stationis ingår i släktet Microdeutopus och familjen Aoridae. Inga underarter finns listade i Catalogue of Life.